# Sagittaria teres
Sagittaria teres là một loài thực vật có hoa trong họ Alismataceae. Loài này được S.Watson miêu tả khoa học đầu tiên năm 1890.